# Satoshi Tanaka (Fußballspieler)
Satoshi Tanaka (japanisch 田中 聡 Tanaka Satoshi; * 13. August 2002 in Nagano, Präfektur Nagano) ist ein japanischer Fußballspieler.

## Karriere

### Verein
Satoshi Tanaka erlernte das Fußballspielen in den Jugendmannschaften vom AC Nagano Parceiro und Shonan Bellmare. In der Saison 2020 absolvierte er als Jugendspieler 17 Erstligapartien für den Klub aus Hiratsuka. Seinen ersten Profivertrag unterschrieb der Innenverteidiger dann im Februar 2021 und kam anschließend regelmäßig zum Einsatz. Ende August 2022 wurde Tanaka für die Saison 2022/23 an den belgischen Erstligisten KV Kortrijk mit anschließender Kaufoption ausgeliehen. Er bestritt 15 von 29 möglichen Ligaspielen sowie ein Pokalspiel für Kortrijk. Nach der Ausleihe kehrte er im Sommer 2023 wieder nach Japan zu Shonan zurück. Nach insgesamt 114 Ligaspielen für Shonan wechselte er im Januar 2025 zum ebenfalls in der ersten Liga spielenden Sanfrecce Hiroshima. Am 8. Februar 2025 gewann er mit Sanfrecce Hiroshima den japanischen Supercup. Das Spiel gegen den Meister Vissel Kōbe gewann man mit 2:0.

### Nationalmannschaft
Satoshi Tanaka spielte im Herbst 2019 zweimal für die japanischen U-17-Nationalmannschaft bei der Weltmeisterschaft in Brasilien. Im Oktober 2021 hatte er einen Einsatz für die U-23-Auswahl in der Qualifikation zur Asienmeisterschaft gegen Kambodscha (4:0). Am 22. März 2022 debütierte Naruse dann in einem Testspiel für die U-20-Nationalmannschaft. Beim 1:0-Sieg über Kroatien stand er in der Startelf und wurde in der 65. Minute für Kuryū Matsuki ausgewechselt.

## Erfolge
Sanfrecce Hiroshima
- Japanischer Supercup-Sieger: 2025